# Sogpelcé (Poa)
Ne doit pas être confondu avec Sogpelcé (Thyou).
Sogpelcé est une commune située dans le département de Poa de la province de Boulkiemdé dans la région du Centre-Ouest au Burkina Faso.